# Natuurpark Las Ubiñas-La Mesa

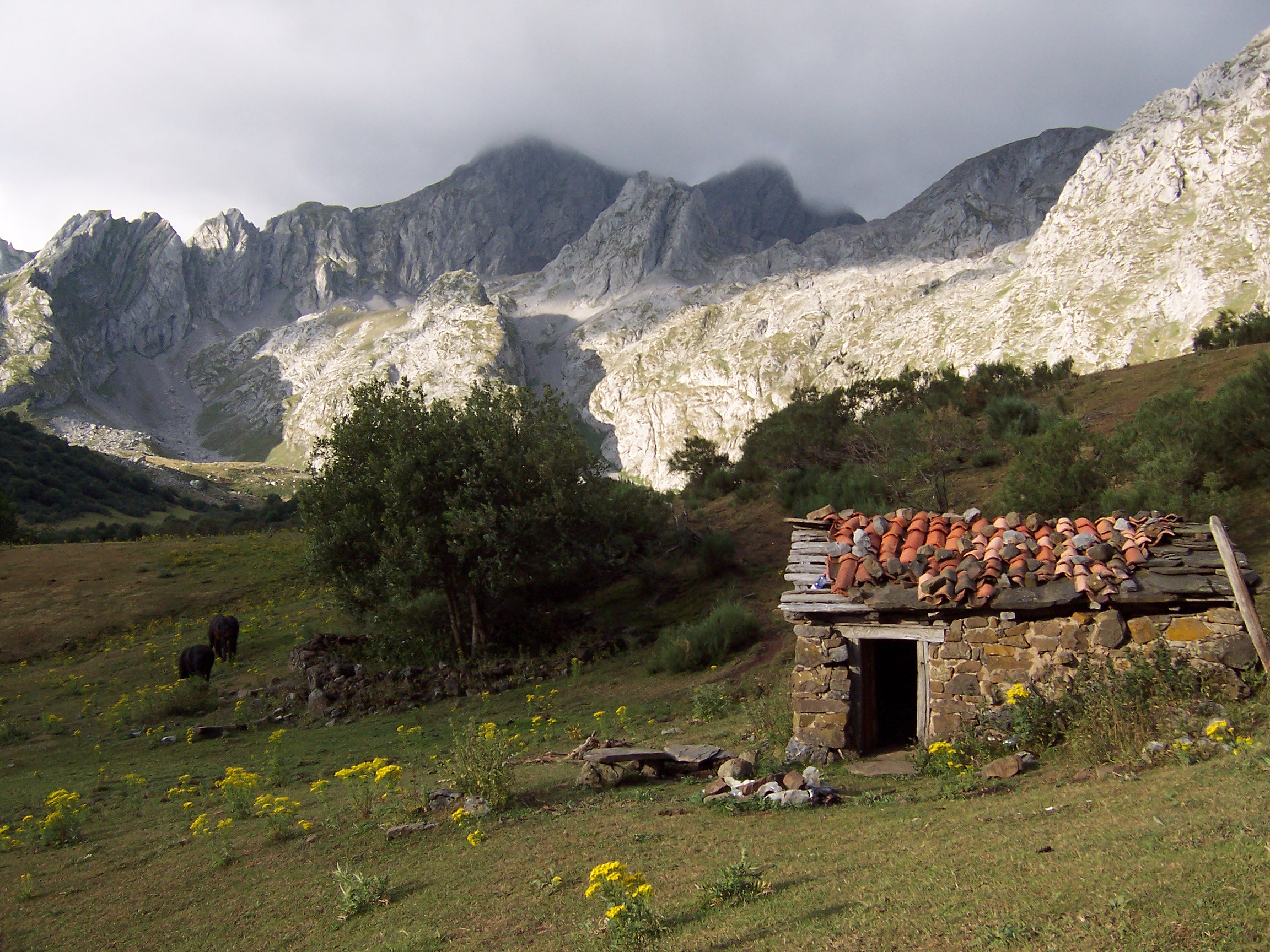

Het Natuurpark Las Ubiñas-La Mesa (Spaans: Parque natural de Las Ubiñas-La Mesa) is een natuurpark in Asturië in Spanje. Het natuurpark werd opgericht in 2006 en is 35793 hectare groot. Het natuurpark omvat bergen in het Cantabrisch gebergte met beuken- en eikenbossen. In het park komt bruine beer, ree, gems, everzwijn, edelhert voor. Het park is een Unesco-biosfeerreservaat.